# 魚鳧
魚鳧（ぎょふ）は、古代の蜀にあった古蜀の第3代君主とされる人物。

## 概要

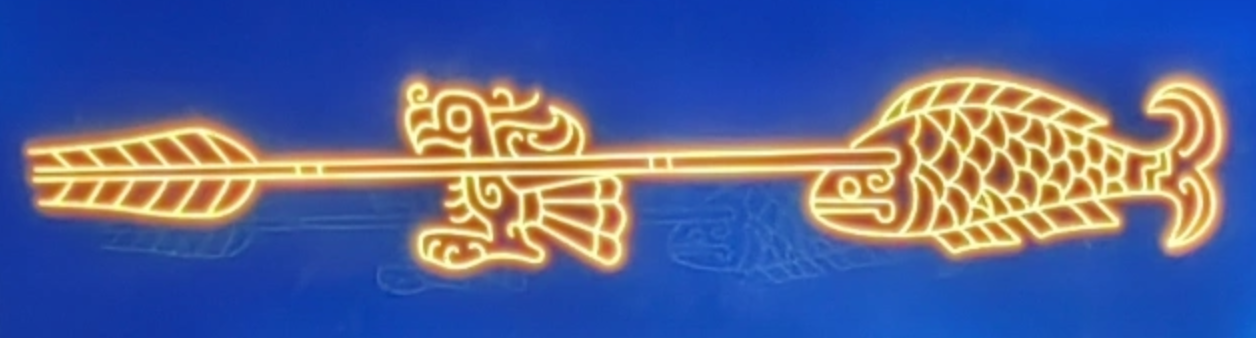
三星堆の金杖に魚、鳥、矢の装飾

湔山で狩をしている時に仙人への道に入り、蜀の人はそこに祠を建立したという。
「蚕叢・柏灌・魚鳧」の3代はそれぞれ個別の王朝を構成した部族であり、またそれぞれが蜀の地で養蚕・灌漑・鵜飼を行っていた部族であるとする説がある。三星堆博物館所蔵の「金杖」は魚と鳥の文様があり、魚鳧を鵜飼と結びつける。古代、成都の西門の外にある2つの石筍は「魚鳬仙壇」と呼ばれていました。